# Dariusz Kubicki
Dariusz Jan Kubicki (* 6. Juni 1963 in Kożuchów, Polen) ist ein ehemaliger polnischer Fußballspieler und heutiger -trainer.

## Als Spieler

### Verein
Dariusz Kubicki begann 1981 seine Profikarriere in der Ekstraklasa und spielte dort für die Vereine FKS Stal Mielec und Legia Warschau. Zehn Jahre später wechselte er nach England und war dort für Aston Villa, Sunderland AFC, Wolverhampton Wanderers, Tranmere Rovers, Carlisle United und zuletzt 1999 bei Darlington FC aktiv. 

### Nationalmannschaft
Dariusz Kubicki bestritt von 1982 bis 1991 insgesamt 46 A-Länderspiele (1 Tor) für die polnische A-Nationalmannschaft und nahm an der Weltmeisterschaft 1986 in Mexiko teil.

### Erfolge
- Polnischer Pokalsieger: 1989, 1990
- Polnischer Superpokalsieger: 1989

## Als Trainer
Als Trainer arbeitete Dariusz Kubicki für Legia Warschau, den Stadtrivalen Polonia Warschau, Górnik Łęczna, Lechia Gdańsk und Znicz Pruszków. Ab Januar 2013 war er Trainer des Erstligisten Podbeskidzie Bielsko-Biała. Nach nur vier Spielen verließ er den Klub jedoch schon wieder, um ein lukratives Angebot aus dem Ausland anzunehmen. Er unterschrieb einen Zweieinhalbjahresvertrag beim russischen Zweitligisten Sibir Nowosibirsk. Anschließend kehrte er wieder nach Polen zurück und trainierte zuletzt 2018 den Zweitligisten Olimpia Grudziądz.

## Sonstiges
Sein Sohn Patryk (* 1993) ist ebenfalls Fußballer und spielt in der Saison 2021/22 für den polnischen Viertligisten Klub Sportowy Mszczonowianka.